# DSDM
DSDM (Dynamic Systems Development Method, heute nur mehr als Akronym in Verwendung) ist eine agile Methode, die sich auf den gesamten Projektlebenszyklus konzentriert.

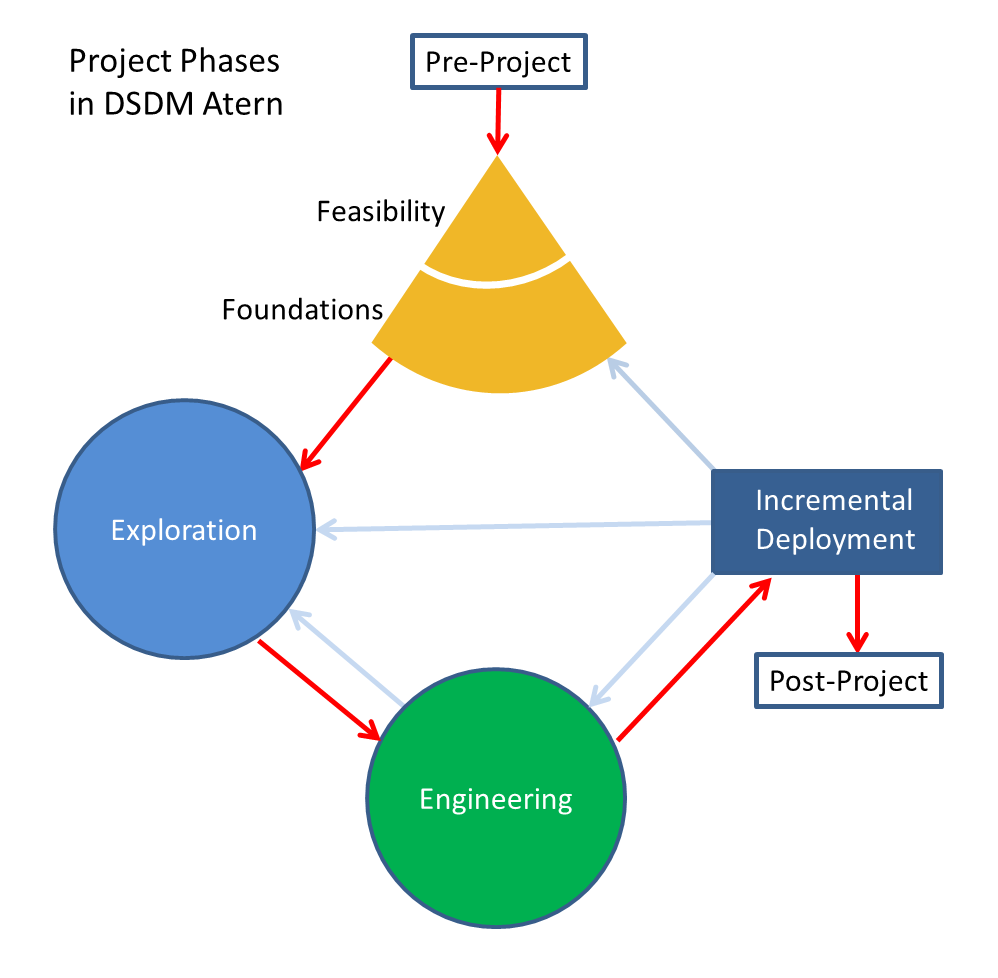
Projektphasen in DSDM

## Geschichte und Entwicklung
Das DSDM Consortium wurde 1994 in Großbritannien gegründet, im Jahr 1997 veröffentlichte Jennifer Stapleton dann das erste Buch über DSDM. Im Jahr 2001 wurde DSDM bei der Formulierung des agilen Manifests durch Arie van Bennekum vertreten. Zwischen 2007 und 2014 wurde DSDM auch als DSDM Atern bezeichnet. Das DSDM Consortium wurde 2016 in Agile Business Consortium (ABC) umbenannt. Die Philosophie der DSDM lautet: „Der größtmögliche Geschäftsnutzen entsteht, wenn Projekte auf klare Geschäftsziele ausgerichtet sind, regelmäßige Ergebnisse ausliefern und die Zusammenarbeit motivierter und befugter Mitarbeiter beinhalten.“

## Prinzipien
Die Philosophie der DSDM stützt sich auf acht Prinzipien:
- Fokus auf den Geschäftsbedarf
- Pünktlich liefern
- Zusammenarbeit
- Keine Kompromisse bei der Qualität
- Inkrementelle Entwicklung
- Iterative Entwicklung
- Kontinuierliche und klare Kommunikation
- Kontrolle nachweisen